# Søren Rasted
Søren Nystrøm Rasted (né le 13 juin 1969) est un musicien danois de pop.

## Biographie
En 1998, Rasted coécrit la chanson de l'équipe nationale Vi vil ha sejren i land, qu est chantée par l'équipe de la Coupe du monde et le chanteur Dodo Gad.
En 2002, Rasted écrit et produit le premier album de Jon Nørgaard, This Side Up, qui devient cette année-là l'album le plus vendu au Danemark avec 135 000 exemplaires écoulés, avec les tubes Right Here Next to You et This Side Up. La même année, il coécrit Holler High et Golden Wonder pour la compilation de Sort Sol Circle Hits the Flame - Best Off..., et le tube de Sanne Salomonsen Teardrops in Heaven issu de son album Freedom.
En 2007, Søren Rasted forme le duo pop Hej Matematik avec son neveu Nicolaj Rasted. Leur premier album Vi burde ses noget mere sort en février 2008, contenant les singles Gymnastik, Centerpubben, Du & Jeg, et Walkmand. Ce dernier utilise un sample de la chanson Walkmand !!! de Michael Hardinger datant de 1981 et est élu « hit de l'année 2008 » aux Zulu Awards (désormais EchoPrisen) ; le groupe, lui, est nommé dans quatre catégories aux Danish Music Awards. En mars 2009, le premier album est certifié disque de platine.
En 2014, Søren Rasted devient juge dans l'émission Popstars, qui est relancée sur Kanal 5 Danemark.
À l'automne 2019, il anime la Zulu Comedy Galla. En décembre de la même année, il coanime à nouveau avec Anders Breinholt et le petit-cousin de son père (Jørgen Rasted), Carsten Berthelsen dans Natholdets Julekalender. Le calendrier de Noël est répété en 2020 et 2021.

## Discographie partielle

### Sous Lazyboy
- 2004 : Lazyboy TV

### Avec Aqua
- 1997 : Aquarium
- 2000 : Aquarius
- 2011 : Megalomania

### Avec Hej Matematik
- 2000 : Vi Burde Ses Noget Mere
- 2008 : Vi Burde Ses Noget Mere; Incl. 'Walkmand'
- 2010 : Alt Går Op I 6